# Charles-Henri Maricel-Baltus
Pour les articles homonymes, voir Maricel et Baltus.
 (juin 2013).
Charles-Henri Maricel-Baltus, né le 7 août 1954, est un écrivain antillais.

## Biographie
Il vient au monde en 1954, à Saint-Claude (Guadeloupe), au pied de la Soufrière, mais il grandit à Pointe-Noire avec sa grand-mère, une catholique dévote mais qui pour son époque avait plutôt l'esprit ouvert ce qui profitera au jeune Charles-Henri, Les magnifiques couchers de soleil de la Côte sous le vent le fascinent, l'intriguent même et nourrissent dès l'enfance son inspiration. Ses études ensuite, l'emmènent à Paris où un accès plus facile au savoir lui permet d'enrichir ses connaissances mais alourdit son questionnement sur les origines avec la découverte de la théorie de l'évolution. Son diplôme en poche c'est la tête pleine mais le cœur assailli par un doute existentiel qu'il retourne en Guadeloupe. Dès son retour, il entreprend de visiter la Caraïbe. C'est Haïti qui va retenir son attention où pour reprendre son expression "Une injustice insupportable s'exprimait au grand jour sur une tissu social chrétien imprégné d'arts premiers". Son interrogation et ses recherches sur le sens de la vie le conduisent sur les pistes historiques de la Bible. Il visite Éphèse, Patmos, Bethléem, Jérusalem... et d'autres lieux familiers aux chrétiens. Sa mystérieuse découverte des œuvres de Léon Tolstoï constitue un tournant dans sa vie. Il l'entraîne jusqu'en Russie sur les traces de l'illustre écrivain où il visite sa maison familiale ainsi que le musée qui lui est consacré. 
Dans les années quatre-vingt, puisant son inspiration dans sa quête, il écrit des poèmes et en 1992 il publie son premier recueil, dans lequel il célèbre la beauté de la nature tout en pointant de sa plume, les horreurs de l'humanité. Plus tard il passe à la prose et entreprend l’écriture d’une trilogie sur la vie et la société guadeloupéenne en faisant de Kòlbo, une communauté rurale de la « Côte sous le vent », le laboratoire du peuple guadeloupéen à inventer. En 2010 il écrit sa première pièce de théâtre, une fresque qui replace le « lolo » au cœur de la communauté créole. Il y prend gout et écrit, dans la foulée, des comédies dramatiques qui visent à sensibiliser la société sur différentes problématiques telles que la délinquance des jeunes, l'alcoolisme ou le modernisme. Il expérimente le "Téat Kòlbo", une fresque artistique qui s'appuie sur un théâtre de lecture dynamique et qui fait également appel au son, à l’image et à l’expression corporelle.

## Philosophie

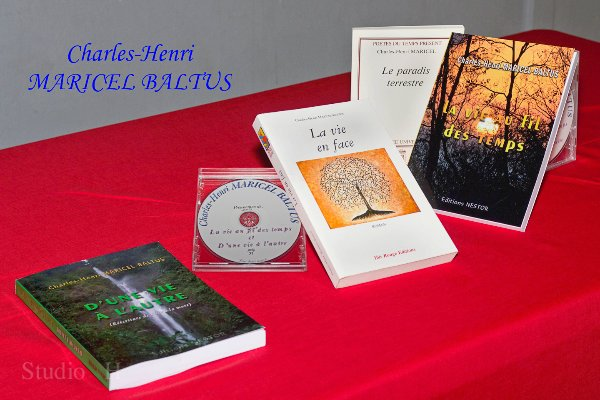
une célébration poétique de la vie et une trilogie romanesque ayant pour toile de fond l'évolution de la société guadeloupéenne

L'œuvre de Charles-Henri Maricel-Baltus tourne autour de la vie à laquelle il tente de donner un sens. Philosophiquement il se rapproche du Vitalisme mais ne condamne pas le Finalisme et le Mécanisme. Il pense tirer son inspiration de ce qu'il appelle « Mon vitalisme intuitif ». Celui-ci s'appuie davantage sur l'intuition que sur la doctrine vitaliste. Cependant la pensée vitaliste sous-tend bien la philosophie de l'écrivain. Cette citation en témoigne "Si mon savoir ne me permet de connaître ni l’origine de la vie, ni sa finalité, je crois néanmoins qu’elle a une direction et que celle-ci passe par mon expérience de vivant. Ni dieu, ni homme, la vie nous sommes". On n'est pas si éloigné de l’Élan Vital d'Henri Bergson.

## Publications

### Poésie
- Le paradis terrestre, Pensée Universelle, 1992

### Romans

#### Trilogie sur la vie et la société guadeloupéenne[1]
- Face à la mort, Société des Écrivains, 2006.
- La vie en face, Ibis rouge, 2009 (OCLC 322495652).
- La vie au fil des temps, Editions Nestor, 2012 (OCLC 812523270)
- D'une vie à l'autre (réécriture et réédition de Face à la mort), Editions Nestor, 2012 (OCLC 812523274).

## Spectacle vivant (Auteur)
- Potomitan, fresque théâtrale et musicale, 2011.
- Tèt kolé, comédie-dramatique sur la délinquance des jeunes, 2015
- Délyὸm, comédie dramatique sur l'alcoolisme, 2018
- Changement d'air, Comédie sur la tradition et la modernité (à venir)
  - Koumbit, le frère noël, l'Eden créole, Mayé lontan, le cyclone, la fugue... des textes conçus spécialement pour ses téat kòlbo:

## Pour approfondir